# Gudrun Schyman
Gudrun Schyman (Täby, 9 de junho de 1948) é uma política sueca, do partido Iniciativa Feminista.

## Vida
Nasceu em Täby, na Suécia, em 1948. É uma das fundadoras da Iniciativa Feminista, tendo sido porta-voz (2013-2015) e líder do partido (2015-209). Anteriormente, foi líder do Partido da Esquerda (1993-2003). Foi deputada do Parlamento da Suécia (Riksdagen), em 1988-2004, pelo Partido da Esquerda, e em 2004-2006 como independente. Durante a liderança de Gudrun, o Partido da Esquerda recebeu o maior número de votos da sua história, em especial oriundos do setor público e das mulheres. Schyman se tornou conhecida por idéias controversas, como tributação especial para homens.